# Judo-Europameisterschaften der Frauen 1983
Die Judo-Europameisterschaften 1983 der Frauen fanden vom 5. bis 6. März 1983 in Genua statt.  
Die Mannschaft aus dem Gastgeberland stellte zwei Titelträgerinnen, Italien war damit erfolgreicher als 1981 und 1982, aber nicht so erfolgreich wie bei den letzten Europameisterschaften in Italien 1980 in Udine. Die Britin Karen Briggs war die einzige Europameisterin von 1982, die ihren Titel erfolgreich verteidigen konnte.

## Ergebnisse
| Gewichtsklasse                 | Gold               | Silber             | Bronze                              |
| ------------------------------ | ------------------ | ------------------ | ----------------------------------- |
| Superleichtgewicht (bis 48 kg) | Karen Briggs       | Anna-Maria Valvano | Birgit Friedrich Fabienne Boffin    |
| Halbleichtgewicht (bis 52 kg)  | Loretta Doyle      | Pascale Doger      | Edith Hrovat Patrizia Montaguti     |
| Leichtgewicht (bis 56 kg)      | Gerda Winklbauer   | Regina Philips     | Liesbeth Beeks Béatrice Rodriguez   |
| Halbmittelgewicht (bis 61 kg)  | Ann Hughes         | Gabi Ritschel      | Martine Rottier Herta Reiter        |
| Mittelgewicht (bis 66 kg)      | Laura Di Toma      | Dawn Netherwood    | Gertrude Kranzl Alexandra Schreiber |
| Halbschwergewicht (bis 72 kg)  | Ingrid Berghmans   | Véronique Vigneron | Barbara Claßen Karin Posch          |
| Schwergewicht (über 72 kg)     | Maria Teresa Motta | Nathalie Lupino    | Helen Wantling Marjolein van Unen   |
| Offene Klasse                  | Ingrid Berghmans   | Maria Teresa Motta | Barbara Claßen Karin Posch          |

## Medaillenspiegel
| Rang | Land                   | Gold | Silber | Bronze | Gesamt |
| ---- | ---------------------- | ---- | ------ | ------ | ------ |
| 1    | Vereinigtes Königreich | 3    | 1      | 1      | 5      |
| 2    | Italien                | 2    | 2      | 1      | 5      |
| 3    | Belgien                | 2    | –      | –      | 2      |
| 4    | Österreich             | 1    | –      | 5      | 6      |
| 5    | Frankreich             | –    | 3      | 3      | 6      |
| 6    | BR Deutschland         | –    | 2      | 4      | 6      |
| 7    | Niederlande            | –    | –      | 2      | 2      |
|      | Total                  | 8    | 8      | 16     | 32     |